# مارگارتا کاپسیا
مارگارتا کاپسیا (۱۶۸۲ – ۲۰ ژوئن ۱۷۵۹) نقاش اهل فنلاند بود.

## نگارخانه

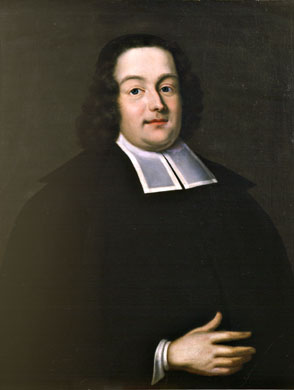
پرتره یوهانس برووالیوس اثر مارگارتا کاپسیا ۱۷۵۰ در موزه دانشگاه هلسینکی